# Allium achaium
Allium achaium — вид рослин з родини амарилісових (Amaryllidaceae); ендемік Греції.

## Таксономічна примітка
За літературними даними A. achaium — це неправильно оцінений вид, який зазвичай розглядають як синонім A. frigidum. Ймовірно, це пов'язано як з його рідкісністю, так і з дуже розсіяним поширенням та відсутністю глибоких морфологічних досліджень цього виду. Навіть у найважливіших європейських гербаріях особини, що належать до типової популяції цього виду, є досить рідкісними. Умови зростання цих видів подібні, але між ними є помітні морфологічні відмінності (див. таблицю, розміри в міліметрах) й відрізняється число хромосом. Для A. frigidum 2n = 16, 24, а для A. achaium — 2n = 32. Таксономічно A. achaium натомість тісно пов'язаний з A. stamineum s.l., який поширений у східному Середземномор'ї.
| Вид         | Розмір цибулин | Кількість листків | Макс. довжина листків | Ширина листків | Довжина квітконіжок | Колір листочків оцвітини                   | Довжина листочків оцвітини |
| A. achaium  | 10–25 × 10–15  | 4                 | 70–150                | 1.5–3          | 10–20(25)           | біло-жовтуваті з рожевим відтінком, матові | 4.5–5                      |
| A. frigidum | 5–14 × 5–12    | 3                 | 30–70                 | 0.6–0.8        | 5–15                | біло-рожевуваті                            | 5–6                        |

## Опис
Цибулина яйцювата, 1–1.5 см у діаметрі; зовнішні оболонки темно-коричневі, внутрішні — від блідо-коричневих до білуватих. Стеблина заввишки 10–30 см, кругла в перерізі, 2–5 мм у діаметрі, гладка, прямостійна, вкрита листовими піхвами на 1/2–2/3 довжини. Листків 4, 7–15 см завдовжки, 1.5–3 мм завширшки, гладкі, зелено-сизі. Зонтик нещільний і розширений, 3–5 см у діаметрі, 9–45-квітковий, з нерівними квітконіжками, довжиною 10–20(25) мм. Оцвітина дзвінчаста; листочки оцвітини рівні, біло-жовтуваті, з рожевим відтінком, матові, гладкі, еліптичні, на верхівці закруглені, 4.5–5 × 1.8–2 мм, серединна жилка зелено-пурпурова. Пиляки жовті, еліптичні, 1.5-1.6 × 0.8-0.9 мм, округлі на верхівці. Коробочка триклапанна, округлої форми, злегка сплющена, 2.8–3 × 3.3–3.8 мм.

## Поширення
Зростає в кількох горах Пелопоннесу (Klokos, Parnon, Panachaiko, Chelmos, Erimanthos, Menal) на висотах 1200–2000 м. Зазвичай вид досить рідкісний, головним чином локалізується на скелястих місцях.